# アラン・ゴマ
アラン・ゴマ（Alain Goma, 1972年10月5日 - ）は、フランス・ヴォクリューズ県ソー出身の元サッカー選手、元フランス代表。現役時代のポジションはセンターバック及び右サイドバック。

## 経歴

### クラブ

#### フランス
ザイール出身の父の下でヴォクリューズ県ソーに生まれたゴマは、パリ郊外を拠点とするFCヴェルサイユでキャリアを始め、1988年の15歳の時に育成に定評のあるAJオセールの下部組織に入団し、3年後にギー・ルーが監督を務めるトップチームに昇格し、リーグ・アン初出場を飾った。その後、1992-93シーズンのUEFAカップ1992-93でアヤックス・アムステルダムをPK戦の末にクラブ史上初準決勝進出に貢献するプレー等が評価され、シーズン終了後に初めてプロ契約を締結し、以降のシーズンで定位置を掴み、1995-96シーズンに2冠経験。また、UEFAチャンピオンズリーグ 1996-97では、アヤックスを抑えてグループリーグ首位通過を果たして準々決勝進出に成功している。オセール入団から10年後の1998年6月に移籍金1900万フランで同1部パリ・サンジェルマンFCと4年契約を締結し、クリスティアン・ヴェアンスとコンビを組み、すぐさまトロフェ・デ・シャンピオンのタイトルを獲得したが、9位でシーズンを終える失望の結果となった。

#### ニューカッスル
イングランド1部のトッテナム・ホットスパーFCからのオファーを拒否し、1999年6月に移籍金475万ポンドで同じイングランド1部のニューカッスル・ユナイテッドFCと5年契約を締結した。加入1季目は、負傷の影響からシーズンの半分程度の出場だったが、2季目はチャールトン・アスレティックFC戦で鼻の負傷、チェルシーFC戦で手の負傷、ハムストリングの問題によって度々離脱しており、決して万全とは言い難かったが、昨季に比較していずれも軽度であり、また他CBマルセリーノ・エレナ（en）の大怪我もあってアーロン・ヒューズとコンビを組み、2000年10月にはミドルズブラFC戦でリーグ初得点とチームの月間最優秀選手賞を受賞する程の活躍を見せ、ボビー・ロブソン監督の信頼を掴んでいる。しかし、当のゴマはロブソン監督が戦術的ミスを認めず、常に選手達を非難する行為等に反目し、加入1季目終了時点で退団を望んでおり、負傷の影響から断念していたが、回復後に移籍要望書を提出した末に2001年3月13日に同国2部のフラムFCとクラブ史上最高金額となる400万ポンドで合意に達し、オセール在籍時代にジャン・ティガナ監督率いるASモナコのオファーを拒否したが、今度こそはティガナ監督の要望に応じる形となった。

#### フラム
フラムでは、4月21日のフラットン・パークでのポーツマスFC戦で初出場を飾り、昇格を果たした2001-02シーズンからは、アンディ・メルヴィル（en）やルーファス・ブレヴェット（en）とコンビを組んでセンターバックの主軸を担いつつ主将も務め、チームに不可欠な存在として活躍し続け、また、スティーヴ・マルレ、ルイ・サハ、スティード・マルブランク、マルタン・ジェトゥといった多くの同国人と共にプレーした。2003-04シーズン中に契約を2006年夏までの延長を勝ち取ったものの、同国人のティガナ監督の後任のクリス・コールマン（en）新監督の下では、出場機会が減少しており、ザット・ナイト等の若手選手の台頭によって同シーズン終了後に満了となった契約を延長させることが出来ず、2006年5月18日に他の5選手と共に放出されることが発表された。フラム退団後は、カタール1部のアル・ワクラSCで短期間過ごし、現役引退をした。
現役引退後は、ロンドンに戻ってイギリス人のパートナーと共に不動産業に参入している。

### 代表
ジネディーヌ・ジダンらと共にU-21代表でプレーした後、1996年10月のトルコとの親善試合（4-0）でA代表初出場にして先発フル出場を飾り、1998年8月のオーストリア戦（2-2）でフランク・ルブーフに代わり途中出場し、2試合目を記録した。なお、1998 FIFAワールドカップへ向けた合宿のメンバー35人に選出されていたものの、直前に膝を負傷し、その後も負傷の影響から不調となって本大会行きは潰えた。

## タイトル
クラブ
AJオセール
- リーグ・アン : 1995-96（英語版）
- クープ・ドゥ・ラ・リーグ : 1993-94, 1995-96

パリ・サンジェルマンFC
- トロフェ・デ・シャンピオン : 1998